# Joe Plummer
Joe Plummer je americký bubeník. V letech 2004 až 2012 byl členem rockové skupině Modest Mouse, s níž nahrál album We Were Dead Before the Ship Even Sank (2007). Od roku 2009 je členem skupiny The Shins. Rovněž spolupracoval se skupinami The Black Heart Procession, Mister Heavenly a The Magic Magicians. V srpnu 2008 byl jedním z 88 bubeníků, kteří se podíleli na projektu 88 Boadrum japonské skupiny Boredoms. V roce 2015 vydal své první sólové album s názvem Built in Sun.